# どまんなか
どまんなかは、イネの品種の1つ。1993年品種登録（登録番号：第3345号）。
「はえぬき」と同様、山形県のオリジナル品種。「はえぬき」が平野部での栽培を主眼としているのに対し、「どまんなか」は中山間地域の主力品種として位置づけられた。作付けのほとんどが山形県内である。
「はえぬき」の方が作りやすく、良食味であること等から「どまんなか」の作付けは激減している。しかし2023年10月現在も当品種を使った新杵屋によるJR東日本米沢駅の駅弁「牛肉どまん中」は販売されている。

## 品種特性
山形農業試験場庄内支場で「中部42号（イブキワセ）」と「庄内29号」の交配によって作られた。昭和62年（1987年）「山形35号」として系統名が付され、平成4年（1992年）、公募した名称を基に「どまんなか」と命名された（公募では「えりぬき」と「だんとつ」が選ばれ、最終的に「はえぬき」と「どまんなか」の2品種の名称に決まった）。山形県が米どころの中心を担っていくという決意と、おいしさのどまんなかを突き抜ける味わいを表現している。
熟期は中生。「ササニシキ」を超える良食味を持ち、倒伏しにくい品種である。冷害抵抗性は中程度。いもち病に対する抵抗性はやや弱い。